# Mitteldeutsche Metallwerke Erfurt
La Mitteldeutsche Metallwerke G.m.b.H. Erfurt fu un ramo dell'armamento della Luftwaffe (Wehrmacht) fondata il 21 febbraio 1936 come Reparaturwerk Josef Jacobs da Josef Jacobs, aviatore della Grande Guerra decorato con Pour le Mérite già direttore della Adlerwerke di Francoforte sul Meno. Dal maggio 1937 viene creata una divisione, Luftfahrtkontor G.m.b.H., società investigativa del Reichsluftfahrtministerium, come Reparaturwerk Erfurt G.m.b.H. (REWE).

## Storia

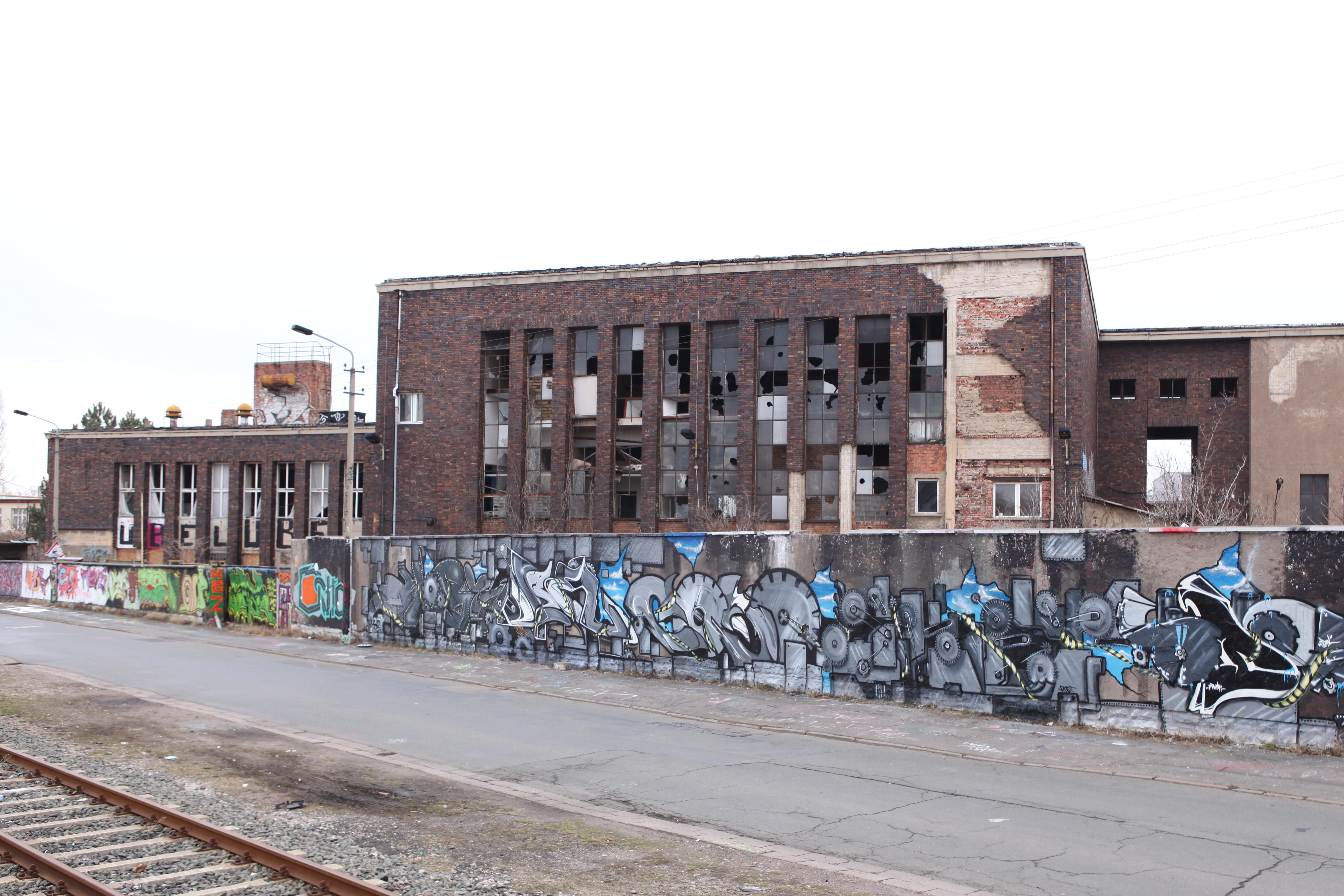
Hohenwindenstraße, stabilimento del 1941

Il sito industriale giaceva su quello che fu della Maschinenfabrik Christian Hagans, Erfurt-Ilversgehofen. All'epoca venivano trattati gli obsoleti Heinkel He 111. Più tardi anche la serie Junkers Ju-52 e Junkers Ju-86. Nell'ottobre 1940 Albert Kalkert, già direttore tecnico e progettista alla Gothaer Waggonfabrik, diviene direttore delle riparazioni. In quegli anni l'azienda occupa 2.600 persone, compresi prigionieri di guerra e stranieri nel 1942. Vennero anche costruite parti per i velivoli  Focke-Wulf Fw 190 e Focke-Wulf Ta 152 così come il Focke-Wulf Ta 154 e Kalkert Ka 430. A nord della Hohenwindenstraße venne creato un nuovo fabbricato di 243 m di lunghezza e 91 m di larghezza per 3,6 milioni di Reichsmark nel giugno 1942. Il fabbricato aveva una ferrovia che lo collegava con l'aeroporto Erfurt-Nord.
Nel maggio 1944 la società venne rinominata Mitteldeutsche Metallwerke G.m.b.H. Erfurt. Il 20 luglio 1944 alle 11:30 avvenne il bombardamento da parte della USAAF con 134 ordigni lanciati dai Consolidated B-24 Liberator, che colpirono la fabbrica e l'aeroporto. I danni agli impianti furono di 2,6 milioni di Reichsmark e perirono 100 persone. Tre giorni dopo una parte della fabbrica era già attiva.

## Conversione all'industria civile
Il 12 aprile 1945 la Third United States Army prese il controllo e il sito convertito nel 1945 all'industria meccanica con capitale 500.000 di Reichsmark. L'armata sovietica smantellò la fabbrica e una parte rilevante del sito venne abbattuta.
Nel secondo dopoguerra il sito industriale diviene VEB Holzbauwerke Erfurt e poi azienda elettrotecnica VEB Reparaturwerk „Clara Zetkin“.